# Łódź Sport Arena im. Józefa Żylińskiego
Łódź Sport Arena im. Józefa Żylińskiego – hala sportowo-widowiskowa w Łodzi. Od 24 września 2018 patronem hali jest Józef Żyliński, były znakomity koszykarz, później trener i działacz sportowy. 
Trybuny mogą pomieścić 3017 widzów, w tym 2129 miejsc stałych oraz 888 wysuwanych miejsc teleskopowych. 

## Historia
Projekt hali powstał w pracowni Bonae Res z Krakowa. Budowa rozpoczęła się w październiku 2016 r. Prace zostały ukończone w grudniu 2017 r.
Koszt całej inwestycji wyniósł 38 mln złotych.

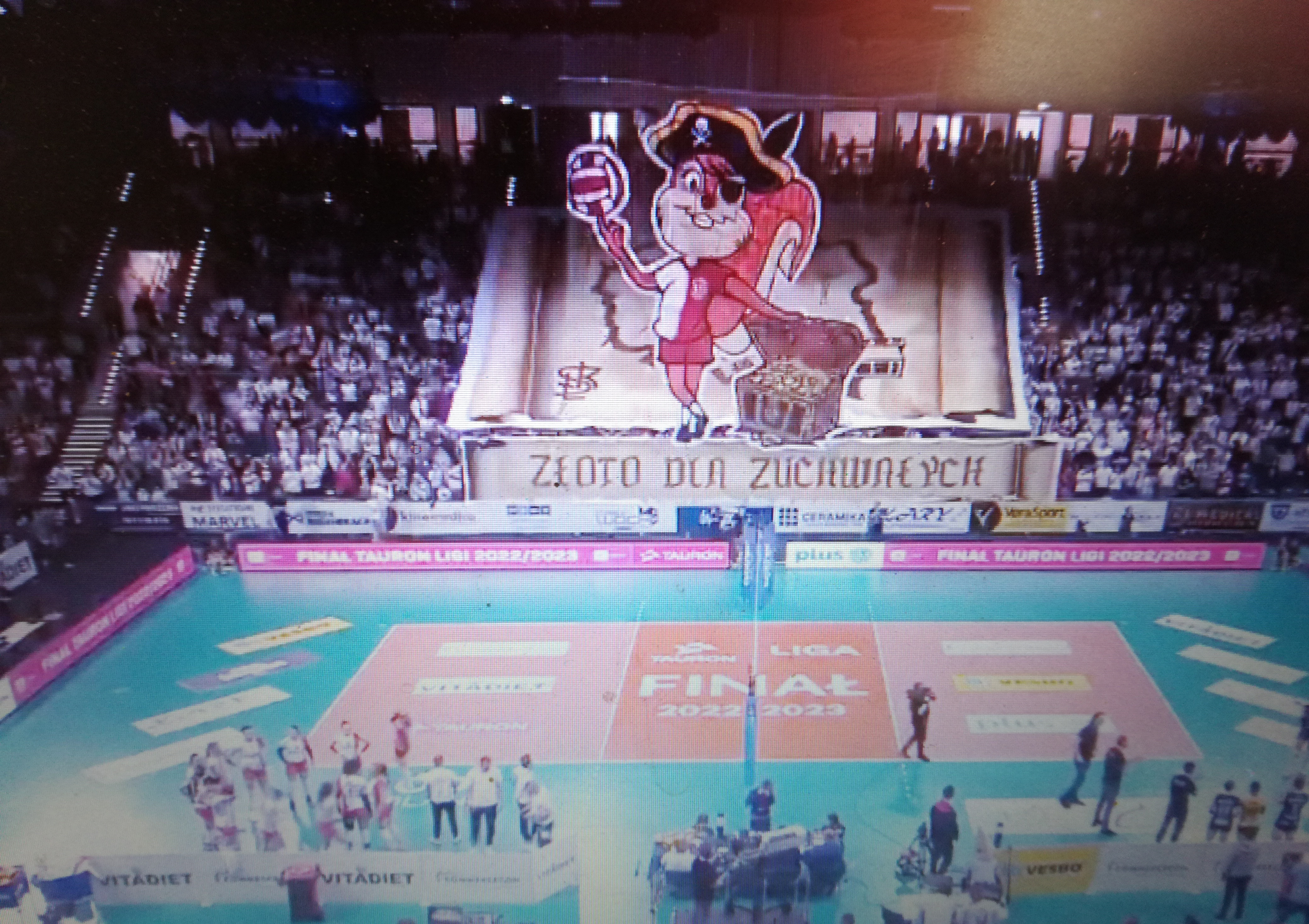
Łódź Sport Arena im. Józefa Żylińskiego od wewnątrz

## Konstrukcja
Hala ma formę prostopadłościanu, z wysuniętym podcieniem od strony północnej i tarasem od południa. Od strony południowej na parterze znajduje się strefa dla kibiców, m.in.: szatnie, sklep, recepcja i sześć kas. Od strony północnej są szatnie dla zawodników, sędziów i trenerów, gabinet lekarski i pomieszczenie kontroli antydopingowej. Północno-zachodni narożnik to pomieszczenia dla dziennikarzy oraz strefa mieszana. Na I piętrze znajdują się punkty gastronomiczne, sanitariaty i pokój dla matki z dzieckiem. Na II piętrze znajduje się 12 lóż dla VIP-ów, miejsce dla mediów i administracja budynku. 
Ze złożonymi miejscami wysuwnymi hala ma powierzchnię 54x38,2 m, umożliwiającą podział na trzy boiska treningowe. Powierzchnia użytkowa wynosi 10300 m², zaś kubatura 101600 m³.
Obiekt spełnia wymagania stawiane przez związki koszykówki, piłki ręcznej i siatkówki, więc można tam organizować imprezy sportowe rangi krajowej do mistrzostw Polski włącznie. W trakcie imprez międzynarodowych organizowanych w Atlas Arenie hala może być zapleczem treningowym. 
Wykonawcą hali było konsorcjum firm Mosty Łódź i SKB Development Warszawa.

## Umiejscowienie
Arena znajduje się w jednym kompleksie z Atlas Areną i stadionem Łódzkiego Klubu Sportowego, tuż przy parku na Zdrowiu, na osiedlu Zdrowie przy granicy z osiedlem Karolew. Niedaleko znajdują się  ZOO i Aquapark Fala. Obiekt mieści się przy alei Unii Lubelskiej, niedaleko trasy W-Z, łączącej Retkinię z Widzewem. Obok hali znajduje się dworzec kolejowy oraz autobusowy Łódź Kaliska.

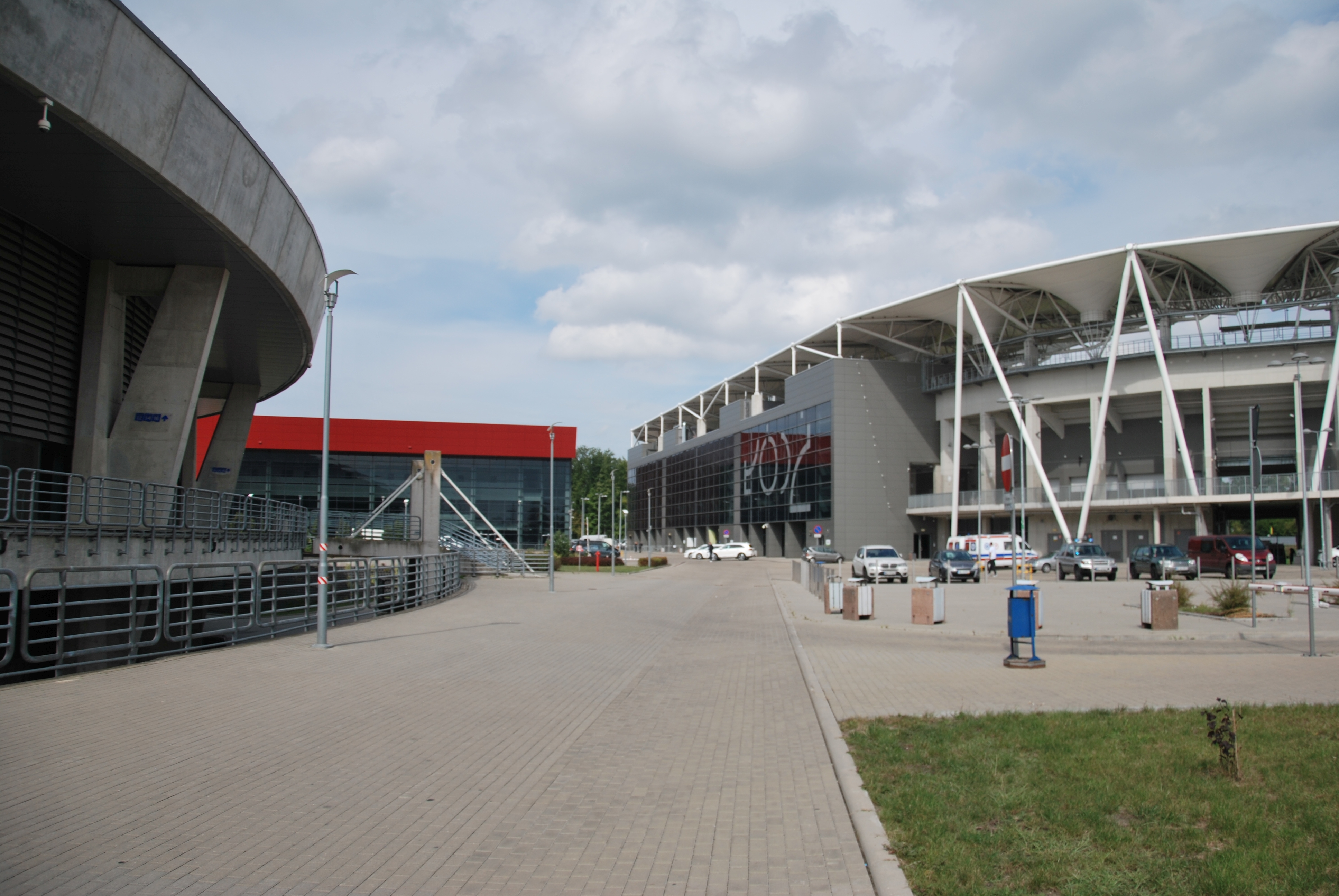
Umiejscowienie hali względem Atlas Areny i stadionu ŁKS